# Luisa Valverde
Luisa Elizabeth Valverde Melendres (4 de julio de 1991), es una luchadora ecuatoriana de lucha libre. Compitió en dos Campeonatos Mundiales, logró la 18.ª posición en 2011. Acabó en el 11.º lugar en los Juegos Panamericanos de 2011 y 2015. Obtuvo una medalla de bronce en los Juegos Suramericanos de 2010 y los Juegos Bolivarianos de 2013. Ganó cuatro medallas en Campeonatos Panamericanos, de oro en 2014. Campeona Sudamericana en 2015.